# 羊尾镇
羊尾镇，是中华人民共和国湖北省十堰市郧西县下辖的一个乡镇级行政单位。

## 行政区划
羊尾镇下辖以下地区：
羊尾社区、高庄村、付家沟村、莲花池村、竹坪村、张家河村、龙潭河村、双堰村、老官庙村、羊尾村、胡家湾村、石门村、朱家沟村、板桥村、大院村、花栗庵村、郭家山村、何家庄村和下沟村。